# OpenStack
OpenStack és una plataforma de cloud computing estàndard oberta i gratuïta. Es desplega principalment com a infraestructura com a servei (IaaS) tant en núvols públics com privats on els servidors virtuals i altres recursos estan disponibles per als usuaris. La plataforma de programari consta de components interrelacionats que controlen conjunts de maquinari de diversos proveïdors de recursos de processament, emmagatzematge i xarxa en tot un centre de dades. Els usuaris el gestionen mitjançant un tauler de control basat en web, mitjançant eines de línia d'ordres o mitjançant serveis web RESTful.
OpenStack va començar el 2010 com un projecte conjunt de Rackspace Hosting i la NASA. A 2012, va ser gestionat per la Fundació OpenStack, una entitat corporativa sense ànim de lucre establerta el setembre de 2012 per promoure el programari OpenStack i la seva comunitat. El 2018, més de 500 empreses s'havien sumat al projecte. El 2020, la fundació va anunciar que el 2021 passaria a anomenar-se Open Infrastructure Foundation.

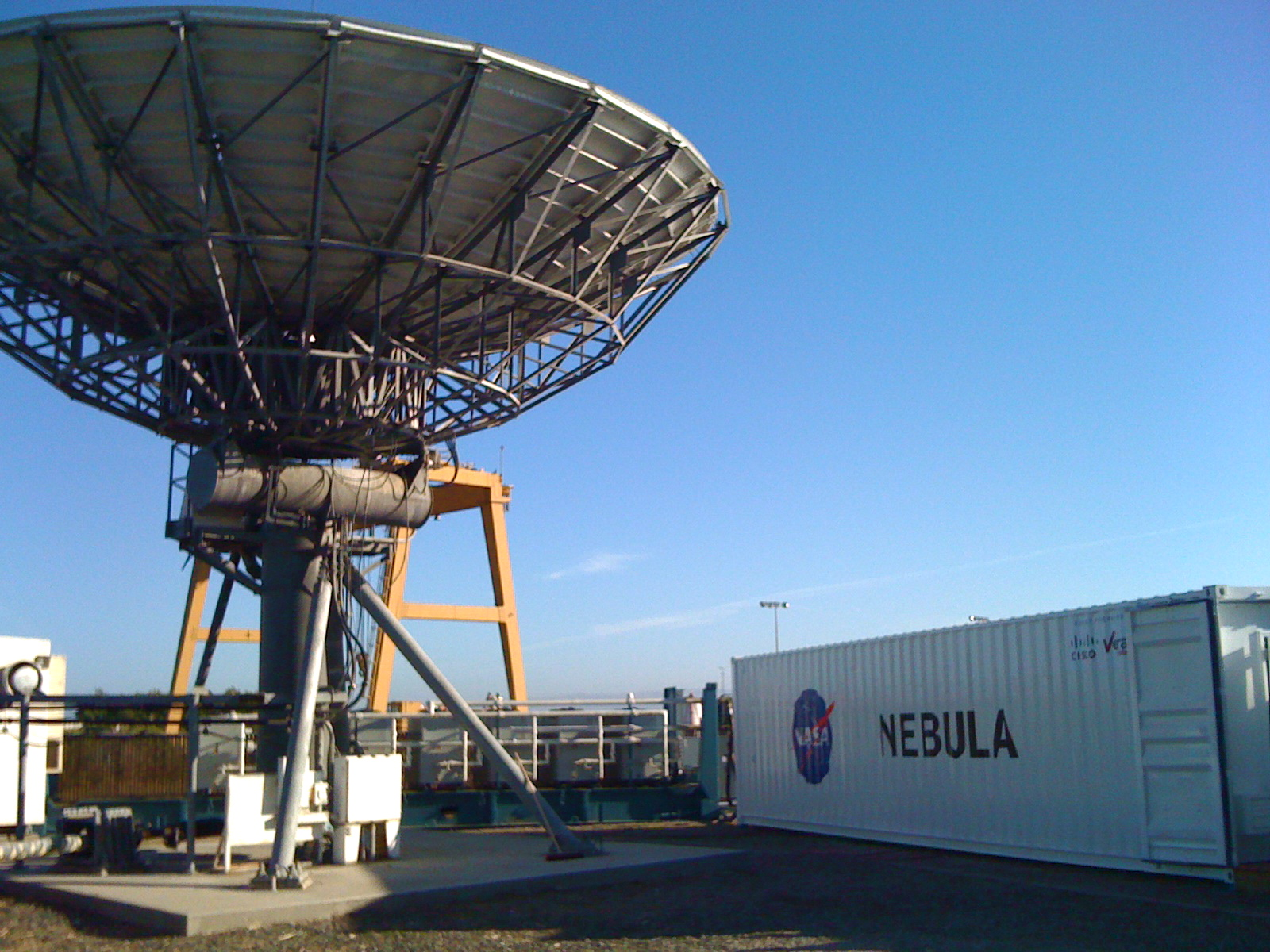
Plataforma Nebulosa de la NASA

## Història
El juliol de 2010, Rackspace Hosting i la NASA van anunciar una iniciativa de programari al núvol de codi obert coneguda com OpenStack. La declaració de missió era "produir l'omnipresent plataforma de Cloud Computing de codi obert que satisfà les necessitats dels núvols públics i privats independentment de la mida, en ser senzilla d'implementar i escalable massivament".
El projecte pretenia ajudar les organitzacions a oferir serveis de computació en núvol que s'executen amb maquinari estàndard. El primer llançament oficial de la comunitat, amb el nom en codi Austin, va aparèixer tres mesos després el 21 d'octubre de 2010, amb plans per publicar actualitzacions periòdiques del programari cada pocs mesos. El codi inicial prové de la plataforma Nebula de la NASA, així com de la plataforma Cloud Files de Rackspace. La pila de núvols i els mòduls de pila oberta van ser fusionats i llançats com a codi obert per l'equip de la NASA Nebula en concert amb Rackspace.

## Desenvolupament

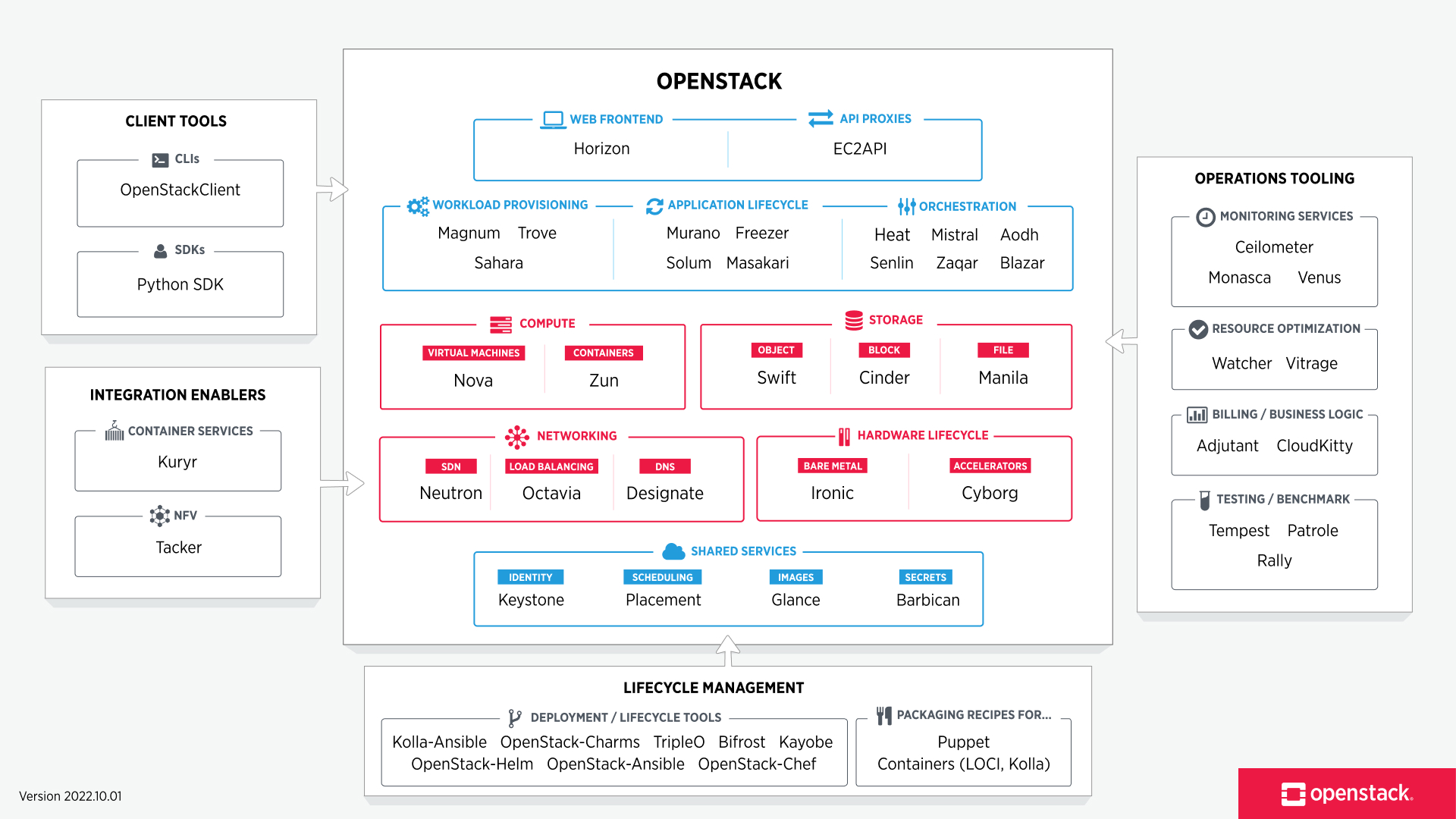
OpenStack es divideix en serveis per permetre connectar i reproduir components segons les vostres necessitats. El mapa d'OpenStack us ofereix una visió "d'un cop d'ull" del paisatge d'OpenStack per veure on encaixen aquests serveis i com poden treballar junts.

La comunitat OpenStack col·labora al voltant d'un cicle de llançament de sis mesos basat en el temps amb fites de desenvolupament freqüents.
Durant la fase de planificació de cada llançament, la comunitat es reuniria per a un OpenStack Design Summit per facilitar les sessions de treball dels desenvolupadors i per muntar plans. Aquestes cimeres de disseny coincidirien amb la conferència OpenStack Summit.
A partir del cicle de desenvolupament de Pike, l'activitat de trobada de disseny s'ha dividit en un esdeveniment separat de reunió d'equips de projecte (PTG). Això es va fer per evitar les distraccions dels desenvolupadors causades per les presentacions i les reunions amb els clients que estaven succeint a l'OpenStack Summit i per permetre que les discussions sobre el disseny es fessin abans de l'inici del cicle següent.
Les recents cimeres OpenStack han tingut lloc a Xangai del 4 al 6 de novembre de 2019, Denver del 29 d'abril a l'1 de maig de 2019, Berlín del 13 al 19 de novembre de 2018, Vancouver del 21 al 25 de maig de 2018, Sydney del 6 al 8 de novembre del 2017, Boston del 8 a l'11 de maig del 2017, Austin del 25 al 29 d'abril del 2016 i Barcelona del 25 al 28 d'octubre del 2016 Les cimeres OpenStack anteriors també han tingut lloc a Tòquio l'octubre de 2015, Vancouver el maig de 2015, i París el novembre de 2014. La cimera del maig de 2014 a Atlanta va reunir 4.500 assistents – un augment del 50% respecte a la cimera de Hong Kong sis mesos abans.